# Южинец
Южинец (укр. Южинець) — село в Ставчанской сельской общине Черновицкого района Черновицкой области Украины.
До 2020 года входило в Кицманский район.
Население по переписи 2001 года составляло 1128 человек. Почтовый индекс — 59313. Телефонный код — 3736. Код КОАТУУ — 7322589701.

## Известные жители
- Райх, Вильгельм (1897—1957) — психоаналитик-неофрейдист, публицист.